# L'uccello di Paradiso
L'uccello di Paradiso (Bird of Paradise) è un film del 1951 diretto da Delmer Daves.
La sceneggiatura, firmata dallo stesso regista, si basa su The Bird of Paradise, lavoro teatrale di Richard Walton Tully andato in scena a New York l'8 gennaio 1912 e già portato sullo schermo da King Vidor nel 1932 col film Luana, la vergine sacra.

## Produzione
Le riprese del film, prodotto dalla Twentieth Century Fox, iniziarono a fine luglio 1950.

## Distribuzione
Il copyright del film, richiesto dalla Twentieth Century-Fox Film Corp., fu registrato il 14 marzo 1951 con il numero LP852. Distribuito dalla Twentieth Century Fox, il film venne presentato in prima a New York il 14 marzo e, a Los Angeles, il 23 marzo.